# Alessandro Farnese (1520–1589)

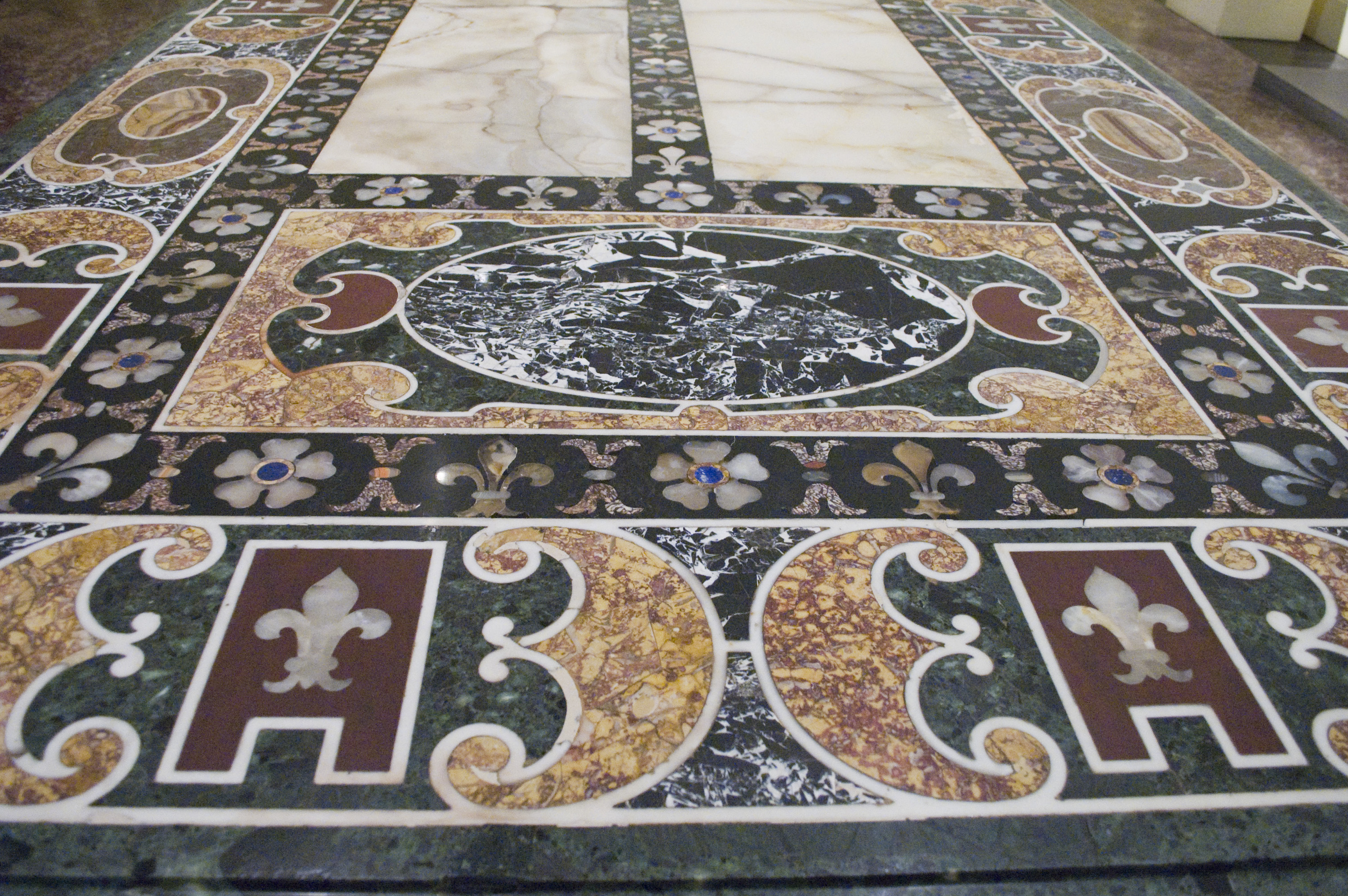
Egy Vignola által, gyémánt berakásokkal Alesandrónak tervezett asztal a Metropolitan Museum of Art-ban

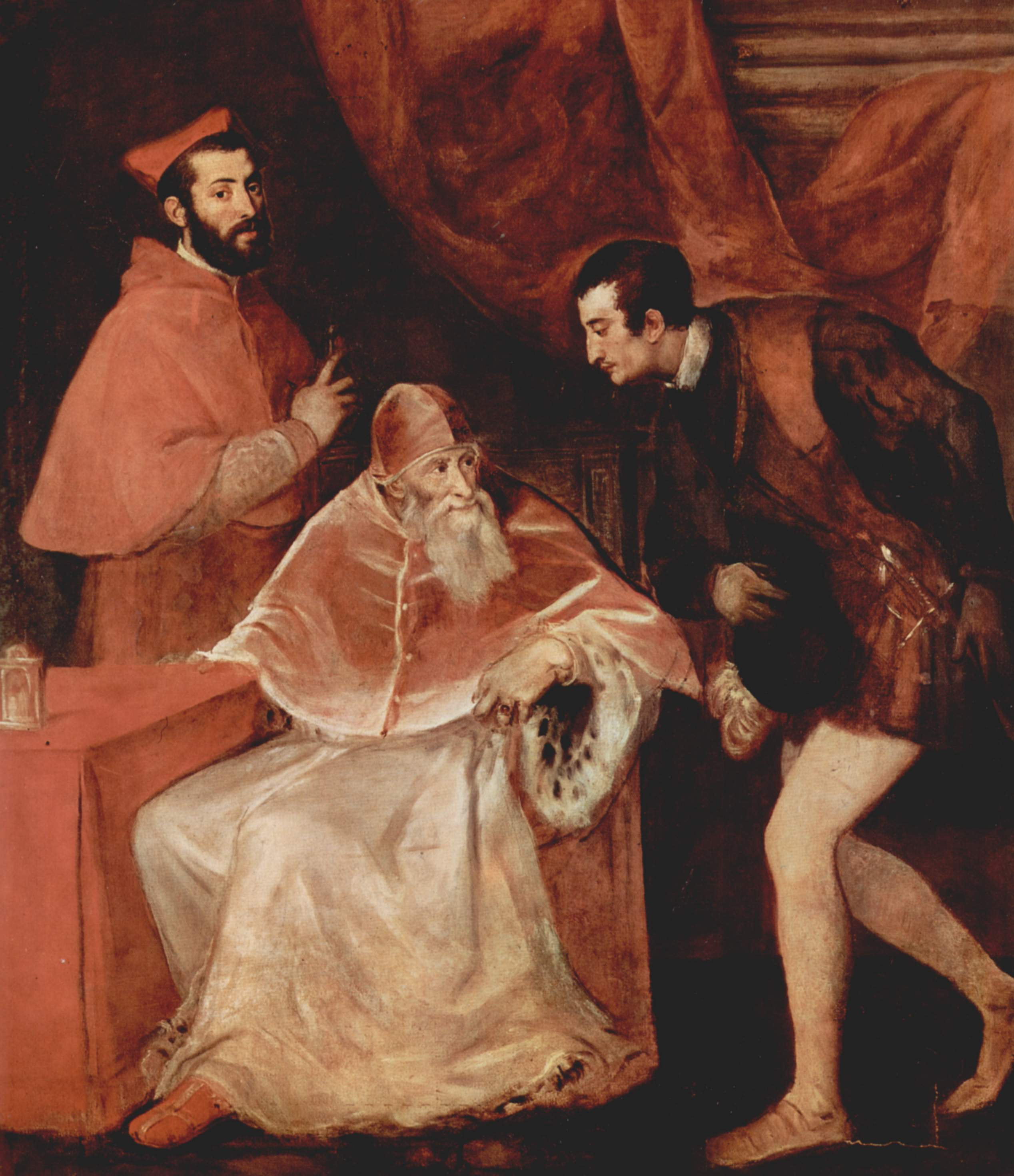
III. Pál pápa Alessandro Farnesével és jobb oldalon másik unokájával, Ottavio Farnesével

Alessandro Farnese (1520. október 5. – 1589. március 2.) olasz bíboros és diplomata, a művészeti alkotások nagy gyűjtője és a művészet pártfogója, nagyapja III. Pál pápa, aki szintén az Alessandro Farnese nevet viselte), apja Pier Luigi Farnese, Párma hercege, akit 1547-ben meggyilkoltak.

## Életrajza
Valentanóban született, Bolognában tanult, később a pármai egyházmegye vezetőjévé nevezték ki. 1534. december 18-án III. Pál pápa diakónussá nevezte ki. A Gran Cardinale ezzel együtt számos címet és előnyt szerzett. Ő volt a Szent Római Egyház alkancellárja, Tivoli, kormányzója. Kiküldetésben volt Jaenben Spanyolországban, Vizeuban Portugáliában, Würzburgban, Németországban, és Avignonban, Franciaországban. 1536-ban Monreale püspöke lett Szicíliában, 1552-ben megalapította az itteni jezsuita kollégiumot. Ezután 1538-ban Massa püspöke, majd 1553-ban Tours érseke lett. majd Cahors érseke, Benevento püspöke, Montefiascone püspöke, Ostia kardinális püspöke, Velltri kardinális püspöke, majd 1580-ban a Bíborosok Kollégiumának dékánja lett.
Őt nevezték ki pápai legátusnak, hogy békét teremtsen az állandóan háborúzó I. Ferenc francia király és V. Károly német-római császár között. 1582-ben sikertelenül jelölték a pápaválasztáson, Munkásságának nyomait őrzi az Il Gesù templom Rómában, a Bracciano-tó közelében található Farnese-palota és a Tre Fontane kolostor.
Alessandro Farnese arról vált híressé, hogy antikvitás vége óta nála gyűlt össze az egy kézben lévő legtöbb római építmény, s ezeket ő továbbadta művészeknek, s így egy akadémiát hozott létre, a Caprarolában építtetett házában és a Palazzo della Cancellariában lévő szállásán. Utána ezt testvére, Ranuccio Farnese 1565-től a Palazzo Farnesében folytatta. Itt a legjobb szobrászok dolgoztak a keze alatt, és itt több ókori szobrot állítottak helyre ezek darabjaiból. Mindehhez nagy figyelemre, törődésre volt szükség. Emellett az élő művészek nagy mecénása is volt. Fulvio Orsini ókori ikonográfus múzeumigazgató és könyvtáros felügyelete alatt bővítették és rendszerezték Farmese gyűjteményét. Farnese ókori pénzérméket és megrendelésre készített érmeket gyűjtött. Tiziano, Michelangelo és Raffaello munkái függtek falain. Egy külön házat építtetett gyűjteménye tárolásához, s később alapították meg az écoueni Musée de la Renaissance-t.
A bíboros egyetlen – törvénytelen – lánya, Oledia először Giangiorgio Caesarinihez, Civitanova elöljárójához, másodszor Marco Pio di Savoiához, Sassuolo urához ment feleségül.